# Sudah
Sudah is een bestuurslaag in het regentschap Bojonegoro van de provincie Oost-Java, Indonesië. Sudah telt 1397 inwoners (volkstelling 2010).